# Wolodymyr Suprun
Wolodymyr Suprun (ukrainisch Володимир Супрун, engl. Transkription Volodymyr Suprun; * 24. Januar 1994) ist ein ehemaliger ukrainischer Leichtathlet, der sich auf den Sprint spezialisiert hat.

## Sportliche Laufbahn
Erste internationale Erfahrungen sammelte Wolodymyr Suprun im Jahr 2011, als er bei den Jugendweltmeisterschaften nahe Lille mit 10,99 s und 22,15 s jeweils in der ersten Runde über 100 und 200 Meter ausschied und mit der ukrainischen Sprintstaffel (1000 Meter) mit 1:56,62 min den Finaleinzug verpasste. Im Jahr darauf schied er bei den Juniorenweltmeisterschaften in Barcelona mit 11,00 s und 21,71 s jeweils im Vorlauf über 100 und 200 Meter aus und 2013 schied er bei den Junioreneuropameisterschaften in Rieti mit 10,89 s in der Vorrunde im 100-Meter-Lauf aus. Über 200 Meter kam er dort im Vorlauf nicht ins Ziel und mit der 4-mal-100-Meter-Staffel verpasste er mit 40,93 s den Finaleinzug. 2015 schied er bei den U23-Europameisterschaften in Tallinn mit 21,40 s im Halbfinale im 200-Meter-Lauf aus und kam über 100 Meter mit 10,69 s nicht über die Vorrunde hinaus. Anschließend startete er mit der Staffel bei den Weltmeisterschaften in Peking und verpasste dort mit 38,79 s den Finaleinzug. Im Jahr darauf schied er bei den Europameisterschaften in Amsterdam mit 10,58 s in der ersten Runde über 100 Meter aus und belegte mit der Staffel in 39,46 s den achten Platz. 2017 erreichte er bei den Halleneuropameisterschaften in Belgrad das Semifinale im 60-Meter-Lauf und schied dort mit 6,75 s aus. Im Jahr darauf klassierte er sich mit der Staffel bei den Europameisterschaften in Berlin mit 38,71 s auf dem fünften Platz und 2019 schied er bei den Halleneuropameisterschaften in Glasgow mit 6,87 s im Vorlauf aus. Anschließend verpasste er bei den World Relays in Yokohama mit 38,84 s den Finaleinzug in der 4-mal-100-Meter-Staffel. 2021 beendete er dann seine aktive sportliche Karriere im Alter von 27 Jahren.
In den Jahren 2016 und 2017 wurde Suprun ukrainischer Hallenmeister im 60-Meter-Lauf. Zudem wurde er 2014, 2017 und 2020 Landesmeister in der 4-mal-100-Meter-Staffel.

## Persönliche Bestzeiten
- 100 Meter: 10,30 s (+0,9 m/s), 12. Juni 2016 in Erzurum
  - 60 Meter (Halle): 6,5 s, 11. Februar 2017 in Kiew
- 200 Meter: 20,96 s (+2,0 m/s), 24. Juli 2016 in Kirowohrad